# 菅原直美
菅原 直美（すがわら なおみ、1973年11月30日 - ）は、日本のAV女優。
身長:154cm。スリーサイズ:B86(B)・W65・H88cm。

## 略歴・人物
神奈川県出身。2013年にデビューした熟女系のAV女優。

## 出演作品

### アダルトDVD
2013年
- 初撮り人妻ドキュメント（9月12日、センタービレッジ）
- 友達の母親 －最終章－（12月5日、センタービレッジ）
- 青空失禁!! おもらし母（12月26日、センタービレッジ）

2014年
- 人妻失格 #62（1月24日、ゴーゴーズ）※「涼香」名義
- ルームシェア（2月6日、センタービレッジ）
- 凌辱近親相姦! 犯された美乳義母息子のカメラが写すのは歪んだ母の淫ら顔（2月20日、ルビー）
- 踊る近親相姦 淫らにくねる四十路のレオタード! ジャズダンスに夢中の母（3月20日、ルビー）
- 母の友人（3月25日、マドンナ）
- 私のいやらしい被虐願望が、夫と息子を狂わせたのです。（5月8日、タカラ映像）他出演:長瀬涼子、神崎久美、矢部寿恵
- 野外で僕を悩殺する露出狂の母（5月22日、タカラ映像）
- キレイな友達のお母さん（7月25日、小林興業）